# Phyllachora cibotii
Phyllachora cibotii är en svampart som beskrevs av Hodges 1981. Phyllachora cibotii ingår i släktet Phyllachora och familjen Phyllachoraceae.   Inga underarter finns listade i Catalogue of Life.